# 南丹
| 丹後地域 中丹地域 南丹地域 | 京都市域 山城地域 |

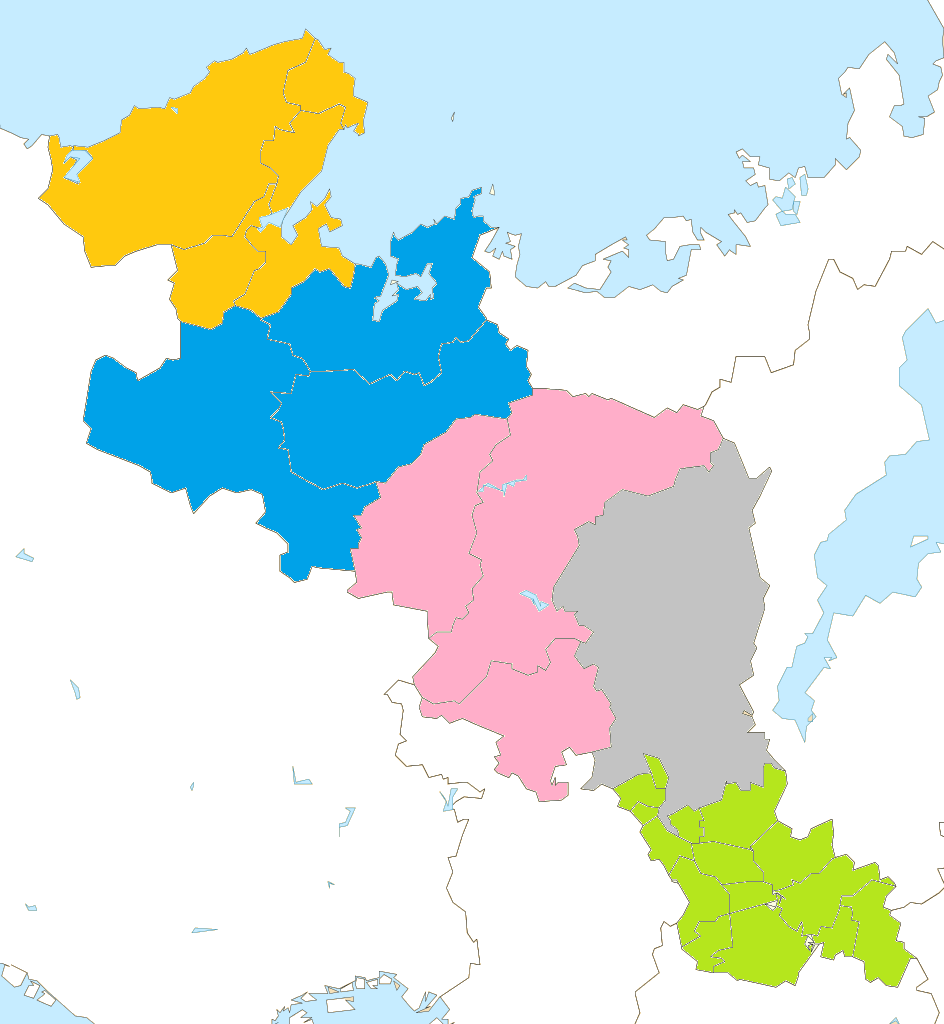
京都府 地域区分図
丹後地域
中丹地域
南丹地域
京都市域
山城地域

南丹（なんたん）とは、京都府の中央部（丹波地方南部）を指す呼称で、行政区分として亀岡市、南丹市、船井郡京丹波町の3市町の地域（旧南桑田郡・旧北桑田郡・旧船井郡）を指す。北桑田郡であった京都市右京区京北も含むときもある。かつては、南丹ではなく口丹波（くちたんば）や口丹（くちたん）と呼ぶのが一般的であり、現在でも使用する人々は少なくない。なお、京都府教育委員会は口丹通学圏等と使用している。
丹波国域でありながら京都や大阪との結びつきが強く、天気予報の地域区分で大阪管区気象台・京都地方気象台では山城国＋南丹で京都府南部とされる。運送会社でも、ヤマト運輸や日本通運や佐川急便の扱いでは山城国＋南丹を京都府南部としている。
1965年（昭和40年）頃より行政用語として使われている。地理的には南部が桂川（大堰川）流域、北部が由良川流域であり、普段から交流も多い地域であるが、文化圏としては方言など多少の差異もあり、必ずしも単一とは言えない。
現在では、行政区分としての用語に留まらず幅広く定着しており、官民問わず地域内の施設、事業所の名称に冠して用いられる事例が増えつつある。
京都府の地域振興局統合後の名称も南丹広域振興局（亀岡市）である。

## 冠名施設
- 南丹市
- 京都府南丹家畜保健衛生所（南丹市）
- 京都府南丹広域振興局（亀岡市）
- 京都府南丹保健所（南丹市）
- 京都府南丹農業改良普及センター（南丹市）
- 京都府南丹土木事務所（南丹市）
- 京都府南丹教育局（南丹市）
- 京都府立南丹高等学校（亀岡市）